# حسن‌آباد ابوالحسنی
حسن‌آباد ابوالحسنی، روستایی از توابع بخش جره و بالاده شهرستان کازرون در استان فارس ایران است.

## جمعیت
این روستا در دهستان جره قرار دارد و براساس سرشماری مرکز آمار ایران در سال ۱۳۸۵، جمعیت آن ۶۱۰ نفر (۱۳۳خانوار) بوده‌است.